# 말리의 국장

말리의 국장

말리의 국장은 1973년 10월 20일에 제정되었다.
국장 위쪽에는 말리의 공식 명칭인 "말리 공화국"("République du Mali")이 프랑스어로 쓰여져 있으며 국장 아래쪽에는 말리의 나라 표어인 "하나의 국민, 하나의 목표, 하나의 신념"("Un peuple, un but, une foi")이 프랑스어로 쓰여져 있다.
국장 가운데에는 젠네에 있는 모스크가 그려져 있다. 모스크 위에는 날고 있는 독수리가 그려져 있으며 모스크 아래에는 떠오르는 금색 태양이 그려져 있다. 모스크 양쪽에는 엇갈린 채로 놓여 있는 두 개의 활과 화살이 놓여 있다.

## 역대 말리의 국장

말리의 국장 (1961년 ~ 1982년)

## 같이 보기
- 말리의 국기